# Ácido di-hidrocafeico
Ácido di-hidrocafeico, também chamado de ácido 3-(3,4-di-hidroxifenil)propiônico ou ácido 3,4-di-hidroxi-benzenepropanoico ou ácido 3-(3,4-di-hidroxi-fenil)-propiônico, abreviado na literatura como DHCA (do inglês dihydrocaffeic acid), é o composto químico orgânico com fórmula C9H10O4, SMILES C1(=C(C=CC(=C1)CCC(=O)O)O)O, massa molecular 182,176 g/mol, classificado com o número CAS 1078-61-1. Possui propriedades antioxidantes.